# Christopher Cockerell
Sir Christopher Sydney Cockerell (* 4. Juni 1910 in Cambridge; † 1. Juni 1999 in Hythe, Hampshire) war ein britischer Ingenieur und Erfinder des Hovercrafts.

## Leben

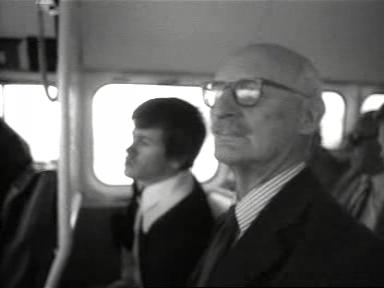
Sir Christopher Cockerell, 1976

Cockerells Vater, Sir Sydney Carlyle Cockerell, war der Kurator des Fitzwilliam Museums. Cockerell zeigte schon früh technisches Geschick und begann nach der Gresham’s School in Norfolk ein Studium an der Universität Cambridge. 1935 trat er in Marconis Wireless Telegraph Company ein. Während dieser Zeit bekam er 36 Patente zugesprochen, die meisten hatten mit Funksteuerungsgeräten für Flugzeuge zu tun. Er arbeitete während des Zweiten Weltkriegs auch an Radarsystemen. 1950 machten er und seine Frau eine kleine Erbschaft. Er verließ Marconi und betrieb eine Bootswerkstatt. In dieser Zeit entwickelte er den Prototyp eines Luftkissenfahrzeugs, das er Hovercraft nannte.
1966 wurde Cockerell mit der Royal Medal der Royal Society ausgezeichnet. 1969 wurde er für seine Erfindung zum Ritter geschlagen. 1983 erhielt er die James-Watt-Medaille. Das UK Antarctic Place-Names Committee (UK-APC) benannte 1977 die Cockerell-Halbinsel in der Antarktis nach ihm.